# لويد دو برول
لويد دو برول (E. Lloyd Du Brul) عالم أمريكي مختص في علم التشريح. ولد في 5 أبريل 1909 وتوفي في 24 يوليو 1996.